# Strada Statale 33 del Sempione
De SS33 of Strada Statale del Sempione is een Italiaanse Strada Statale beheerd door ANAS. De weg is 144 km lang en gaat van de A9S bij de Zwitserse grens naar de A50 in Milaan.

## Geschiedenis
Waarschijnlijk bestond er al in de Romeinse tijd een wegroute die grofweg de route van de huidige SS33 volgde, een feit dat wordt ondersteund door de aanwezigheid van een opschrift gelegen nabij Vogogna, gedateerd in het jaar 196, dat verwijst naar de bouw of reparatie van een weg, wat leidde tot de hypothese in de 19e eeuw dat keizer Septimius Severus een Romeinse weg had aangelegd die Domodossola bereikte vanuit Mediolanum (Milaan) en zelfs de grens overstak. Deze werd daarom Via Settimia genoemd. Ondanks de verspreiding van dit verhaal, hebben de schaarste aan vondsten en het gebrek aan schriftelijke bronnen echter niet toegestaan deze hypothese te bevestigen, ook al is deze zeer waarschijnlijk.
De route van de weg, nadat deze door de barbaarse invasies was verlaten, werd in de middeleeuwen hervat. In deze periode identificeerde de route een van de Romeinse wegen, die door pelgrims werd gebruikt die op weg waren naar Milaan.
Tussen 1801 en 1805 liet Napoleon Bonaparte ingenieur Nicolas Céard een moderne weg aanleggen die gemakkelijk de Simplonpas over kon steken en Milaan kon bereiken. Het doel was om een doorgang te creëren voor zijn artillerie.